# Celama subchlamydula
Celama subchlamydula är en fjärilsart som beskrevs av Otto Staudinger 1870. Celama subchlamydula ingår i släktet Celama och familjen trågspinnare. Inga underarter finns listade i Catalogue of Life.